# Elias Mago
Elias Mago (en arabe : إلياس ماجو), né le 23 mars 2004 à Bruxelles, est un footballeur belgo-marocain qui joue au poste de gardien de but à l'Union Saint-Gilloise.

## Biographie

### Naissance, jeunesse et débuts (2004-2017)
Natif de Bruxelles, il grandit dans la commune de Watermael-Boitsfort dans un milieu footballistique où son père est coach et son grand frère Ismail Mago footballeur au niveau amateur. Une grande partie de sa famille réside à Tanger, qu'il visite régulièrement depuis son enfance. Dès l'âge de cinq ans, Elias est inscrit au RRC De Boitsfort, club du quartier dans lequel plusieurs joueurs belges sont devenus professionnels par la suite. Il reçoit régulièrement des conseils de son père et se rend au stade pour voir jouer son grand frère Ismail.
Principalement défenseur central, Elias Mago s'essaie au poste de gardien de but lors d'un tournoi où le poste est manquant. Réalisant de remarquables prestations sans pour autant avoir de l'expérience, il se convertit définitivement au poste de gardien de but à l'âge de dix ans.
Lorsqu'il a treize ans, il fait des détections en D1 belge, notamment au Sporting Charleroi, au RU Tubize et au Standard de Liège.

### Formation au Standard de Liège (depuis 2017)
Grâce à une phase d'essai plutôt convaincante au Standard de Liège, Elias Mago rejoint officiellement le centre de formation en 2017 à l'âge de treize ans. Le 5 juin 2021, il reçoit son premier contrat professionnel,.
Lors de la saison 2022-23, il joue en tant que gardien titulaire dans la catégorie U18 et effectue également ses premiers entraînements en équipe première, rejoignant par la même occasion l'équipe réserve évoluant en D2 belge sous la houlette de l'entraîneur Joseph Laumann (en). Le 5 mars 2023, il fait ses débuts professionnels contre le Jong Genk en entrant en jeu à la 79e minute en remplaçant Thiago Paulo da Silva à la suite d'un choix tactique de l'entraîneur après que le gardien titulaire Matthieu Epolo ait écopé d'un carton rouge. Le 12 mai 2023, il reçoit sa première titularisation contre le Lommel SK à l'occasion des play-offs de relégation et termine à la 10e place du classement de la D2 belge (défaite, 6-1).

#### Prêt au RFC Meux (depuis 2024)
Le 25 janvier 2024, il s'engage jusqu'en fin de saison sous forme de prêt au RFC Meux dans une division en dessous. Il remplace ainsi le gardien titulaire Clément Libertiaux, parti au Royal Francs-Borains. Il explique plus tard en interview qu'il a pu rejoindre ce club grâce à Laurent Deraedt, entraîneur des gardiens en équipe du Maroc olympique.
Trois jours plus tard, il dispute son premier match en tant que titulaire contre le RFC Tournai (match nul, 2-2).

### Carrière internationale

#### Parcours junior entre la Belgique et le Maroc
Elias Mago reçoit sa première convocation en sélection nationale en 2019 à l'occasion de la Copa América junior ayant lieu au Paraguay avec l'invitation de la Belgique -16 ans et de la Pologne -16 ans. Lors de ce tournoi et sous la houlette du sélectionneur Bob Browaeys (nl), il affronte de nombreuses équipes sud-américaines comme le Brésil -16 ans et le Chili -16 ans. Sur six matchs, il n'en dispute qu'un seul et sort aux portes de la demi-finale contre l'Argentine -16 ans.
Suivi de très près par les scouts de la Fédération royale marocaine de football (FRMF), il est ensuite convoqué pour un stage de préparation avec le Maroc -17 ans en 2020, rejoignant ainsi le Centre sportif de Maâmora à Salé.
En juin 2022, il est convoqué par le sélectionneur belge Mohamed Ouahbi (nl) avec le Maroc -18 ans pour prendre part aux Jeux méditerranéens de 2022 à Oran en Algérie. Lors du premier match face à la France -18 ans, il figure sur le banc pour laisser place à son concurrent Walid Hasbi (défaite, 1-0). Le 28 juin 2022, il fait ses débuts dans la compétition en étant titularisé face au pays hôte, l'Algérie -18 ans (victoire, 0-2). Lors du troisième match de poule face à l'Espagne -18 ans, Mago dispute son deuxième match, les Marocains font match nul (1-1) et le Maroc valide alors son ticket pour les demi-finales du tournoi. Titularisé également en demi-finale contre l'Italie -18 ans, l'aventure s'arrête après une courte défaite de 2-1. Mago et le Maroc disputent le match de la troisième place face à la Turquie -18 ans (victoire, 2-4) et remportent ainsi une médaille de bronze.
En septembre 2022, il rejoint le Maroc -20 ans pour un stage de préparation. Il prend part à plusieurs matchs amicaux dont l'Australie -20 ans (victoire, 0-1) et le Chili -20 ans (victoire, 0-1). Lors de cette trêve internationale, le sélectionneur Mohamed Ouahbi fait également appel à d'autres belgo-marocains dont Ilyes Ziani, Wassim Lantaki ou encore Ilyas Lefrancq (nl).
Le 9 juin 2023, il figure sur la liste définitive d'Issame Charaï pour prendre part à la Coupe d'Afrique U23 qui a lieu au Maroc. Les matchs de phase de groupe ont lieu en fin de mois de juin contre la Guinée olympique, le Ghana olympique et le Congo olympique au Complexe sportif Moulay-Abdallah de Rabat. Elias Mago est classé en tant que deuxième gardien dans la hiérarchie du sélectionneur derrière Alaa Bellaarouch. Victorieux et se qualifiant en demi-finale grâce aux deux premiers matchs,, Elias Mago est titularisé lors du troisième match de poule contre le Congo olympique et réalise le seul clean-sheet du Maroc durant cette compétition (victoire, 1-0). En demi-finale contre le Mali olympique, de retour sur le banc, les Marocains parviennent à valider une qualification officielle aux Jeux olympiques d'été de 2024 à Paris ainsi qu'une finale contre l'Égypte olympique après une victoire aux tirs au but (match nul, 2-2 après prolongations). La finale de la compétition est remportée par le Maroc, après une deuxième prolongation d'affilée contre l'Égypte olympique grâce à un but d'Oussama Targhalline (victoire, 2-1),.

#### Équipe du Maroc
En juin 2023, il effectue ses premiers entraînements avec l'équipe première du Maroc entraînée par Walid Regragui en compagnie de Yassine Bounou et Youssef El Motie. Alors que les gardiens A se préparent à affronter le Cap-Vert et l'Afrique du Sud, Elias Mago se prépare à disputer la Coupe d'Afrique avec le Maroc olympique (U23).

## Style de jeu
Elias Mago se réfère au style de jeu allemand concernant le poste de gardien de but. S'inspirant de Manuel Neuer et de Marc-André ter Stegen, il prend goût au jeu technique, la balle aux pieds, les reflexes et les sorties derrière les défenses. Mago est connu pour sa capacité à anticiper les actions des attaquants et à sortir rapidement de sa ligne de but pour intercepter les passes ou bloquer les tirs. Il est aussi reconnu pour sa maîtrise du jeu au pied, capable de relancer le ballon avec précision et d'initier des contre-attaques depuis sa propre zone.
Il est également réputé pour son sens aigu de l'anticipation et ses réflexes rapides. Il est capable de réaliser des parades acrobatiques grâce à sa souplesse et sa coordination exceptionnelles. Sa lecture du jeu lui permet de prévoir les mouvements des attaquants et de se placer de manière optimale pour effectuer des arrêts décisifs. Son style de jeu global, combinant agressivité, habileté technique et anticipation, en fait un gardien de but complet et redoutable sur le terrain.

## Statistiques

### Statistiques détaillées
| Saison                | Club                  | Championnat           | Championnat | Championnat | Championnat | Coupe(s) nationale(s) | Coupe(s) nationale(s) | Coupe(s) nationale(s) | Compétition(s) continentale(s) | Compétition(s) continentale(s) | Compétition(s) continentale(s) | Compétition(s) continentale(s) | Maroc | Maroc | Maroc | Total | Total | Total |
| Saison                | Club                  | Division              | M.          | B.          | P.d.        | M.                    | B.                    | P.d.                  | Comp.                          | M.                             | B.                             | P.d.                           | M.    | B.    | P.d.  | M.    | B.    | P.d.  |
| 2022-2023             | SL16 FC               | D1B                   | 2           | 0           | 0           | -                     | -                     | -                     | -                              | -                              | -                              | -                              | -     | -     | -     | 2     | 0     | 0     |
| 2023-2024             | SL16 FC               | D1B                   | -           | -           | -           | -                     | -                     | -                     | -                              | -                              | -                              | -                              | -     | -     | -     | 0     | 0     | 0     |
| 2023-2024             | RFC Meux (prêt)       | D2B                   | 2           | 0           | 0           | -                     | -                     | -                     | -                              | -                              | -                              | -                              | -     | -     | -     | 2     | 0     | 0     |
| Sous-total            | Sous-total            | Sous-total            | 4           | 0           | 0           | -                     | -                     | -                     | -                              | -                              | -                              | -                              | -     | -     | -     | 4     | 0     | 0     |
| Total sur la carrière | Total sur la carrière | Total sur la carrière | 4           | 0           | 0           | -                     | -                     | -                     | -                              | -                              | -                              | -                              | 0     | 0     | 0     | 4     | 0     | 0     |

### En sélection marocaine
Le tableau suivant liste les rencontres de l'équipe du Maroc U23 des catégories des jeunes dans lesquelles Elias Mago a été sélectionné depuis le 24 mars 2023.
| Catégorie | Date         | Lieu    | Adversaire     | Résultat | Minutes | Compétition  | Buts | Passes | Capitaine | Club              |
| --------- | ------------ | ------- | -------------- | -------- | ------- | ------------ | ---- | ------ | --------- | ----------------- |
| Maroc U23 | 24 mars 2023 | Rabat   | Togo           | 2 – 0    | 90 min  | Match amical | 0    | 0      | Non       | Standard de Liège |
| Maroc U23 | 30 juin 2023 | Rabat   | Congo          | 1 – 0    | 90 min  | CAN U23      | 0    | 0      | Non       | Standard de Liège |
| Maroc U23 | 26 mars 2024 | Antalya | Pays de Galles | 2 – 0    | 45 min  | Match amical | 0    | 0      | Non       | RFC Meux          |

## Palmarès

### En sélection
Elias Mago atteint en 2022 la troisième place des Jeux méditerranéens qui a lieu à Oran en Algérie, en tant que gardien titulaire derrière la France -18 ans et l'Italie -18 ans. Un an plus tard, il monte en catégorie de jeunes et remporte la Coupe d'Afrique avec le Maroc olympique en tant que deuxième gardien,. 
 Maroc -18 ans :
- Jeux méditerranéens
  -  Troisième : 2022

 Maroc -23 ans
- Coupe d'Afrique des nations :
  -  Vainqueur : 2023.

### Distinctions personnelles
- 2020 : Vainqueur du Trophée Gand d'or Euro Youth Cup[31]